# Exberliner
Exberliner è una rivista in lingua inglese pubblicata mensilmente a Berlino.
La rivista offre un elenco di eventi culturali, recensioni, articoli, rubriche e una vasta sezione di annunci. Organizza anche feste ed eventi culturali (come letture in lingua inglese al cinema Babylon). La rivista fu fondata come un giornale gratuito nel 2002 con il nome di The Berliner, ma fu costretta a cambiare nome perché era già un marchio registrato. Il suo nuovo nome viene interpretato come una rappresentazione degli espatriati (gli espatriati che parlano inglese rappresentano il pubblico di riferimento).